# ENV 1545
La norma UNI ENV 1545 (Sistemi per carte di identificazione - Applicazioni ai trasporti di superficie) indica le modalità con cui descrivere gli elementi di un contratto di trasporto caricato su un titolo di viaggio elettronico su smart card.
La norma indica come codificare il contratto allo scopo di ottimizzare lo spazio occupato nella memoria delle carte elettroniche.
Nella parte 1 della norma sono riportati gli elementi generali dei dati, nella parte 2 sono invece riportati i dati e le liste dei codici relativi al pagamento del trasporto e del viaggio.